# Tirannicide
Tirannicide of tirannenmoord is het doden van een tiran of despoot. Legitimatie van het recht van opstand speelt daarbij een belangrijke rol om het te onderscheiden van koningsmoord of regicide. 
Het plegen van tirannicide is evenals het voeren van een zogeheten "just war"" (gerechtvaardigde oorlog) een heikel moreel dilemma, dat door meerdere filosofen wordt omschreven als een nobele daad die een uitzondering vormt op de algemene regel dat moord ook in de politiek ongeoorloofd is.
Harmodius en Aristogiton zijn de eerst bekende tirannendoders doordat zij in 514 v.Chr. in het oude Athene de tiran Hipparchus vermoordden. Waarschijnlijk hadden zij echter geen politieke motieven en de broer van Hipparchus, Hippias, bleef ook nog enkele jaren aan de macht. Toen echter enkele jaren later in 510 v.Chr. Hippias verdreven werd door Clisthenes, werden Harmodius en Aristogiton als nationale helden gehuldigd als tirannendoders en gevierd als helden van de democratie, ondanks dat Herodotus en Thucydides deze historische dwaling bestreden. Voor de Atheners met hun afkeer van tirannen zou tirannicide daarna een nobele daad blijven. Dit is terug te vinden in de populaire cultuur met onder meer beelden en lofzangen van Harmodios en Aristogeiton, maar ook bij filosofen als Plato en Aristoteles die een ideologische rechtvaardiging boden voor de tirannenmoord.
Ook in het oude Rome beschouwden filosofen als Cicero het eventueel ombrengen van een dictator die zijn macht misbruikte en niet wilde afstaan als een goede zaak. Christelijke denkers als Thomas van Aquino verdedigden het ombrengen en de monarchomachen werkten een theorie van tyrannicide uit op basis van volkssoevereiniteit.
In het moderne christendom was Dietrich Bonhoeffer het voorbeeld van een christen pacifist die deelnam aan een poging om Hitler te vermoorden en een militaire opstand tegen de tiran te ontketenen.  
In de rechtsfilosofie geldt algemeen dat een poging tot tirannicide waarbij de dood van onschuldige medeslachtoffers voor lief wordt genomen moreel verwerpelijk is.